# Oscar Ravà
Oscar Ravà, spesso anche scritto Rava, (...), è un imprenditore italiano, fondatore della Motorhispania.

## Biografia
Negli anni trenta è uno dei più stretti collaboratori di Vincenzo Lancia e alla morte di questi assume la direzione commerciale della Lancia, ma nel 1938 è costretto ad abbandonare il suo ruolo dirigenziale dalla promulgazione delle leggi razziali fasciste.
Ricercato a causa delle sue origini ebraiche, con l'aiuto dell'azienda riesce a fuggire dall'Italia e riparare in Spagna, stabilendosi a Barcellona dove fonda S.A.D.A.L.E (Sociedad Anónima de Automóviles Lancia España) , un'impresa per il commercio e la riparazione di autoveicoli e concessionaria di vetture e autocarri Lancia.
L'attività non ottiene grandi risultati, anche per le difficoltà causate dalla seconda guerra mondiale e per la profonda crisi economica spagnola, conseguente alla guerra civile, da pochi anni terminata. Fonda allora Motorhispania S.A., con idea di produrre veicoli leggeri sotto licenza, a fine di evitare i costi doganali è che fossero più adatti a l’economia del paese.
Ravà decide quindi di convertire l'officina alla produzione di biciclette, molto richieste all'epoca dal mercato iberico. Alla fine del conflitto mondiale può nuovamente tornare in Italia, dove si reca per incontrare Carlo Guzzi, con il quale stringe un accordo di collaborazione che gli consente di produrre su licenza la Motoleggera 65 cc "Guzzino" e commercializzarlo con il marchio Moto Guzzi Hispania 65 cc.
Il successo è notevole e in breve tempo la Motorhispania diviene una delle case motociclistiche più importanti della Spagna, producendo su licenza svariati modelli di ciclomotori e motocicli della Moto Guzzi o loro derivazioni.